# العلاقات المغربية النمساوية
العلاقات المغربية النمساوية هي العلاقات الثنائية التي تجمع بين المغرب والنمسا.

## مقارنة بين البلدين
هذه مقارنة عامة ومرجعية للدولتين:
| وجه المقارنة                                              | المغرب                                 | النمسا                                                    |
| --------------------------------------------------------- | -------------------------------------- | --------------------------------------------------------- |
| المساحة (كم2)                                             | 710.85 ألف                             | 83.86 ألف                                                 |
| عدد السكان (نسمة)                                         | 36.07 مليون                            | 8.81 مليون                                                |
| الكثافة السكانية (ن./كم²)                                 | 50.74                                  | 105.06                                                    |
| العاصمة                                                   | الرباط                                 | فيينا                                                     |
| اللغة الرسمية                                             | اللغة العربية، أمازيغية معيارية مغربية | اللغة الألمانية، لغة الإشارة النمساوية ‏                   |
| العملة                                                    | درهم مغربي                             | يورو، شلن نمساوي، رايخ مارك، شلن نمساوي                   |
| الناتج المحلي الإجمالي (بليون دولار)                      | 109.14 مليار                           | 416.60 مليار                                              |
| الناتج المحلي الإجمالي (تعادل القوة الشرائية) بليون دولار | 274.06 مليار                           | 426.99 مليار                                              |
| الناتج المحلي الإجمالي الاسمي للفرد دولار أمريكي          | 2.88 ألف                               | 43.77 ألف                                                 |
| الناتج المحلي الإجمالي للفرد دولار أمريكي                 | 7.49 ألف                               | 47.68 ألف                                                 |
| مؤشر التنمية البشرية                                      | 0.628                                  | 0.885                                                     |
| رمز المكالمات الدولي                                      | +212                                   | +43                                                       |
| رمز الإنترنت                                              | .ma                                    | .at                                                       |
| المنطقة الزمنية                                           | ت ع م+01:00                            | توقيت وسط أوروبا، ت ع م+01:00، ت ع م+02:00، أوروبا/فيينا ‏ |

## منظمات دولية مشتركة
يشترك البلدان في عضوية مجموعة من المنظمات الدولية، منها:
| علم المنظمة | اسم المنظمة                               | تاريخ انضمام المغرب | تاريخ انضمام النمسا |
| ----------- | ----------------------------------------- | ------------------- | ------------------- |
|             | وكالة ضمان الاستثمار متعدد الأطراف        | 17 سبتمبر 1992      | 16 ديسمبر 1997      |
|             | البنك الإفريقي للتنمية                    | ?                   | ?                   |
|             | منظمة الشرطة الجنائية الدولية             | 17 يونيو 1957       | 7 سبتمبر 1923       |
|             | منظمة حظر الأسلحة الكيميائية              | ?                   | ?                   |
|             | منظمة التجارة العالمية                    | 1 يناير 1995        | 19 أكتوبر 1951      |
|             | الفريق المعني برصد الأرض                  | ?                   | ?                   |
|             | الأمم المتحدة                             | 12 نوفمبر 1956      | 14 ديسمبر 1955      |
|             | مؤسسة التمويل الدولية                     | 30 أغسطس 1962       | 28 سبتمبر 1956      |
|             | يونسكو                                    | 7 نوفمبر 1956       | 13 أغسطس 1948       |
|             | مؤسسة التنمية الدولية                     | 29 ديسمبر 1960      | 28 يونيو 1961       |
|             | البنك الدولي للإنشاء والتعمير             | 25 أبريل 1958       | 27 أغسطس 1948       |
|             | المركز الدولي لتسوية المنازعات الاستشارية | 10 يونيو 1967       | 24 يونيو 1971       |
|             | الاتحاد البريدي العالمي                   | ?                   | ?                   |
|             | الاتحاد الدولي للاتصالات                  | 1 نوفمبر 1956       | 1866                |

## وصلات خارجية
- موقع وزارة الخارجية المغربية
- موقع وزارة الخارجية النمساوية